# Камлупс
Камлупс (енгл. Kamloops) је град у Канади у покрајини Британска Колумбија. Према резултатима пописа 2011. у граду је живело 85.678 становника.

## Становништво
Према резултатима пописа становништва из 2011. у граду је живело 85.678 становника, што је за 6,6% више у односу на попис из 2006. када је регистровано 80.376 житеља.
| 2006.  | 2011.  | 2016.  |
| ------ | ------ | ------ |
| 80.376 | 85.678 | 90.280 |